# Аккрінгтон (округ)
Аккрінгтон (англ. Accrington) — колишній виборчий округ Палати громад парламента Великої Британії з 1885 по 1983 роки. Округ був представлений одним депутатом, що обирався за мажоритарною системою.

## Історія
Округ був створений законом  «Про парламент» у 1885 році для виборів 1885 року. Окружна виборча комісія базувалася у Аккрінгтоні
Починаючи з виборів 1983 року округ було ліквідовано. Правонаступником став Хайндберн, однойменного з районом, де знаходиться Аккрінгтон. 85.5 % депутатів від округа родом з колишнього округа Аккрінгтон.

## Кордони

### 1885—1918
Округ був частиною історичного графства Ланкашир на північному заході Англії
Округ з офіційною назвою Північно-східний Аккрінгтонський дивізіон Ланкашира складався з міського поселення Аккррінгтон і громад Алтем, Черч, Клейтон-ле-Мурс, Хаптон, Ханкот, Освальдтуїсл та Ріштон.
Сусідніми округами були Блекберн на південному заході, Бернлі на північному сході і Дарвен. Також Аккрінгтон мав значний кордон на півночі та сході з Клізіро и Розендейл на півдні та південному сході.

### 1918—1983
Акт про народне прдставництво трансформував систему округів. Округи були розмежовані у кордонах, визначених Законом Великої Британії «Про місцеве самоврядування» 1894 р.
Парламентський виборчий округ Аккрінгтон складався з міського поселення Аккрінгтон і міських округів Черч, Клейтон-ле-Мурс, Освальдтуїсл та Ріштон. Приходи Алтем, Хаптон та Ханкот передані округу в Клізіро.
 Акт про народне представництво 1948 замінив термін «парламентський округ» «виборчим округом». Виборчому округу Аккрінгтон повернули історичні кордони, які були до скорочення у 1918 році. Незначні зміни території відбулися у 1930-х, коли Ханкот був приєднаний до Аккрінгтона, а Блекберн поглинув Ріштон. У таких кордонах округ зустрів вибори 1950 року.
Закон « Про місцеве самоврядування» знову змінив виборчу систему у Англії та Уельсі. Однак кордони округів не змінювалися аж до 1983 року. Наказ про виборчі округи 1983 створив нові округи на базі нових районів. Зокрема був створений округ Хайндберн, до складу якого увійшли колишній округ Аккрінгтона, а також Алтем и Грейт Харвуд.

## Члени парламенту
| Вибори | Вибори | Депутат                           | Партія                            |
| ------ | ------ | --------------------------------- | --------------------------------- |
|        | 1885   | Фредерик Вільям Графтон           | Ліберали                          |
|        | 1886   | Роберт Ходж                       | Консерватори                      |
|        | 1892   | Сер Джозеф Френсіс Ліз            | Ліберали                          |
|        | 1910   | Гарольд Тревор Бейкер             | Ліберали                          |
|        | 1918   | Ернест Грей                       | Консервативна коаліція            |
|        | 1922   | Чарлз Роден Бакстон               | Лейбористи                        |
|        | 1923   | Джон Едвардс 1                    | Ліберали                          |
|        | 1924   | Джон Едвардс 1                    | Конституціоналізм                 |
|        | 1924   | Джон Едвардс 1                    | Ліберали                          |
|        | 1929   | Том Сноуден                       | Лейбористи                        |
|        | 1931   | Генрі Адам Проктер                | Консерватори                      |
|        | 1945   | Вальтер Скотт Еліот               | Лейбористи                        |
|        | 1950   | Генрі Хайнд                       | Лейбористи                        |
|        | 1966   | Артур Девідсон                    | Лейбористи                        |
| 1983   | 1983   | округ ліквідовано, далі Хайндберн | округ ліквідовано, далі Хайндберн |

Примітки
- 1 Едвардс йшов на вибори 1924 року від конституціонерів за підтримки лібералів та консеваторів, але у парламенті приєднався до лібералів.